# Vela mística

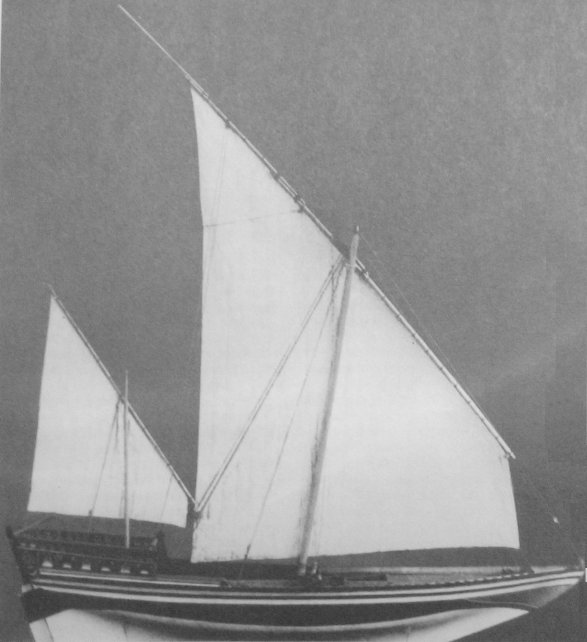
Model d'un sambuk amb dues veles místiques

La vela mística o vela de martell (en anglès setee sail) era una mena de vela llatina retallant-li un petit triangle del puny de car (el puny de proa), que li donava una forma de quadrilàter. Es remunta al temps de la navegació grecoromana al mediterrani durant l'antiguitat tardana. La seva evidència més antiga existent és el mosaic d'un vaixell de finals del segle V aC. trobat a Kelenderis, Cilicia. El seu ús va durar fins al segle XX com a vela utilitzada en els dhows àrabs d'Egipte i mar Roig
La vela mística requereix una antena més curta que la vela llatina, i ambdós aparells, tant el de vela mística com el de vela llatina, tenen els pals més curts que els de veles quadrades.

## Descripció
Les Saeties eren un tipus de vaixell mercant de vela mística, de proa punxeguda d'una sola coberta, que s'emprava a la Mediterrània (més a la part de Llevant que a la Mediterrània Occidental), durant els segles xviii i xix. També van ser utilitzades com correus d'Indies, en el Nou Món.
Hi havia molts vaixells de vela mística que arboraven dos pals del mateix tipus que la vela llatina, com els xabecs o les galeres, però aparellats amb veles místiques. Navegaven bé de bolina contra el vent però també podien navegar perfectament a favor del vent. Algunes pollacres estaven aparellades amb veles místiques
Entre la dècada de 1880 i la dècada de 1960, els vaixells de Gozo estaven aparellats amb vela mística.